# Бедренец туркменский
Бе́дренец туркменский (лат. Pimpinella turcomanica) — многолетнее травянистое растение, вид рода Бедренец (Pimpinella) семейства Зонтичные (Apiaceae).

## Распространение и экология
Ареал вида охватывает горные районы Туркменистана. Описан из ущелье Иолдере.
Произрастает на глинисто-каменистых склонах, на выс 1000—1500 м над уровнем моря.

## Биологическое описание
Корневище косо восходящее, ветвистое. Стебли высотой 20—50 см, в числе нескольких, при основании одетые тёмно-бурыми остатками листовых черешков, от середины или почти от основания ветвистые. Всё растение от основания и доверху прижато-серовато-опушенное.
Прикорневые листья продолговатые, длиной вместе с черешком 8—12 см, шириной 1,5—2,5 см, просто-перистые, с 2—6 парами сидячих, широкояйцевидных, по краям неровнозубчатых листочков. Стеблевые листья в небольшом числе, сходные с прикорневыми, но более мелкие; верхние — влагалищные, без пластинок.
Зонтики в поперечнике 2—3 см, с 6—9 плотно опушёнными, неодинаковыми по длине лучами. Обёртки и обёрточки отсутствуют. Лепестки белые, длиной около 1 мм, с наружной стороны волосистые, наверху выемчатые;
Плоды густо волосистые, широкояйцевидные, длиной 1,5—2 мм, шириной 1—1,5 мм. Подстолбие подушковидное; столбик шириной около 1,5 мм.

## Таксономия
Вид Бедренец туркменский входит в род Бедренец (Pimpinella) семейства Зонтичные (Apiaceae) порядка Зонтикоцветные (Apiales).
|  |                                      |  |                                                             |                                                             |                     |  | ещё 8 семейства (согласно Системе APG II) | ещё 8 семейства (согласно Системе APG II) |                          |  |  |  | ещё около 150 видов |
|  |                                      |  |                                                             |                                                             |                     |  | ещё 8 семейства (согласно Системе APG II) | ещё 8 семейства (согласно Системе APG II) |                          |  |  |  | ещё около 150 видов |
|  |                                      |  |                                                             | порядок Зонтикоцветные                                      |                     |  |                                           |                                           | род Бедренец             |  |  |  |                     |
|  |                                      |  |                                                             | порядок Зонтикоцветные                                      |                     |  |                                           |                                           | род Бедренец             |  |  |  |                     |
|  | отдел Цветковые, или Покрытосеменные |  |                                                             |                                                             | семейство Зонтичные |  |                                           |                                           | вид Бедренец туркменский |  |  |  |                     |
|  | отдел Цветковые, или Покрытосеменные |  |                                                             |                                                             | семейство Зонтичные |  |                                           |                                           |                          |  |  |  |                     |
|  |                                      |  | ещё 44 порядка цветковых растений (согласно Системе APG II) | ещё 44 порядка цветковых растений (согласно Системе APG II) |                     |  |                                           | ещё более 300 родов                       | ещё более 300 родов      |  |  |  |                     |
|  |                                      |  |                                                             | ещё 44 порядка цветковых растений (согласно Системе APG II) |                     |  |                                           |                                           | ещё более 300 родов      |  |  |  |                     |